# William Makdowell
William Makdowell, ook Macdowell, (Makerstoun (Roxburghshire), 15 oktober 1590 – Londen, 17 februari 1667)  was een Schotse filosoof. Hij was de eerste hoogleraar in de wijsbegeerte van de universiteit die in 1614 werd gesticht te Groningen.

## Leven en werk
Makdowell werd geboren in het Schotse Makerstoun, gelegen aan de rivier de Tweed die gedeeltelijk de grens tussen Schotland en Engeland vormt. Hij was een zoon van Thomas Macdowell en Johanna Ker. Hij bezocht de Latijnse scholen te Musselburgh en Kelso. Aan de Universiteit van St Andrews (Schotland) behaalde hij de magistertitel in de wijsbegeerte onder Johannes Strangaeus (1584-1654). Hij doceerde vervolgens gedurende drie jaar filosofie aan het Leonard-College van deze universiteit. In 1614 ging Makdowell logica, fysica en metafysica doceren aan de Groningse Universiteit. In 1620 werd hieraan ook de ethiek toegevoegd en stopte hij met logica. Hij was tweemaal rector van de universiteit, van 1620-1621 en van 1623-1624. In 1625 verkreeg Makdowell te Groningen een graad in de rechten. In 1627 verliet hij de Groningse hogeschool om president te worden van de krijgsraad van Groningen en Friesland. Hij reisde veelvuldig als diplomaat tussen de Republiek en Engeland. Volgens Japikse werd hij door Karel II als resident in Den Haag benoemd. Hij zou, aldus Japikse, tijdens de Tweede Engels-Nederlandse Oorlog de Engelsen van informatie hebben voorzien en werd voor deze activiteiten verbannen uit Holland. Hij stierf in 1667 te Londen, maar werd op zijn uitdrukkelijke wens in de kerk van Hoogkerk begraven naast zijn eerste vrouw Bernardine van Fritema.
Makdowell trouwde op 2 november 1617 met Bernardine Fritema, dochter van de hoofdeling Menno Fritema en Emilia Clant. Na haar overlijden hertrouwde hij op 23 februari 1640 in Der Aa-kerk te Groningen met de weduwe Elisabeth Alberda, dochter van Regner Alberda en Helena Ripperda.
Makdowell is afgebeeld op het gedenkraam Deo Patriae Academiae (1914) in het trappenhuis van het Academiegebouw in Groningen.